# 金斗谦
金斗谦（韓語：김두겸），大韓民國保守派政治人物，現任蔚山廣域市長。

## 生平
曾經擔任第9、10届蔚山广域市南区厅长以及第1、2、3届蔚山广域市南区议会议员。